# Joel Casamayor
Pour les articles homonymes, voir Casamayor (homonymie).
Joel Casamayor est un boxeur cubain né le 12 juillet 1971 à Guantánamo.

## Carrière
Champion olympique des poids coqs aux Jeux de Barcelone en 1992, il remporte également la médaille d'argent aux championnats du monde de Tampere en 1993 puis passe professionnel en 1995.
Il devient successivement champion d'Amérique du Nord NABF des super plumes en 1999, champion du monde WBA de la catégorie l'année suivante et champion du monde poids légers WBC en 2006.

## Parcours auxJeux olympiques
Jeux olympiques d'été de 1992 à Barcelone (poids coqs) :
- Bat Venkatesan Devarajan (Inde) aux points 13 à 7
- Bat Riadh Klai (Tunisie) aux points 16 à 11
- Bat Roberto Jalnaiz (Philippines) par KO au 1er round
- Bat Mohammed Achik (Maroc) par arrêt de l'arbitre au 1er round
- Bat Wayne McCullough (Irlande) aux points 16 à 8